# 오마치역 (사가현)
오마치역(일본어: 大町駅)은 일본 사가현 기시마군 오마치정에 위치한 규슈 여객철도의 역이다.

## 역구조
역은 2면 3선으로 되어 있고 지상역이다.

## 역사
- 1919년 12월 11일 - 오마치 신호소 개통
- 1922년 4월 1일 - 오마치 신호장으로 개칭
- 1928년 9월 1일 - 오마치 역으로 개통
- 1907년 7월 1일 - 일본국유철도에 편입됨
- 1987년 4월 1일 - 국유철도 민영화로 규슈 여객철도가 계승함

## 인접역
| ■ 규슈 여객철도  | ■ 규슈 여객철도 | ■ 규슈 여객철도      |
| ---------------- | --------------- | -------------------- |
| 고호쿠 도스 방면 | 사세보 선       | 기타가타 사세보 방면 |